# L'Instituteur (film, 1939)
Pour l’article homonyme, voir L'Instituteur.
Pour plus de détails, voir Fiche technique et Distribution.
L'Instituteur (Учитель, Uchitel) est un film soviétique réalisé par Sergueï Guerassimov, sorti en 1939.

## Fiche technique
- Photographie : Vladimir Iakovlev
- Musique : Venedikt Puchkov
- Décors : P. Gorokhov, V. Semenov
- Montage : E. Radionova

## Distribution
- Boris Tchirkov : Stepan Ivanovich Lautin
- Tamara Makarova : Agrafena "Grunya" Shumilina
- Lyudmila Shabalina : Mariya Ivanovna Lautina (comme L. Shabalina)
- Pavel Volkov : Ivan Fedorovich Lautin
- Valentina Telegina : Stepanida Ivanovna Lautina
- Vera Pomerants : Praskoviya Vasilyevna Lautina
- Ivan Nazarov : Uncle Semyon Dimitrivich
- Mikhail Yekaterininsky : Dist. Chm. Aleksandr Sergeyevich Remizov (comme M. Yekaterinsky)
- Nikolay Sunozov : Konstantin Alexeyvich Khudyakov (comme N. Sunozok)
- Aleksandra Matveeva : rôle non identifié [créditée Nastya] (comme Anna Matveyeva)
- S. Shinkevich : secrétaire du Komsomol
- V. Zamyatin : Petr Sorokin, étudiant
- O. Korovatskii : accordéoniste